# Tmetolophota semivittata
Tmetolophota semivittata är en fjärilsart som först beskrevs av Walker 1865a.  Tmetolophota semivittata ingår i släktet Tmetolophota och familjen nattflyn. Inga underarter finns listade i Catalogue of Life.

## Bildgalleri

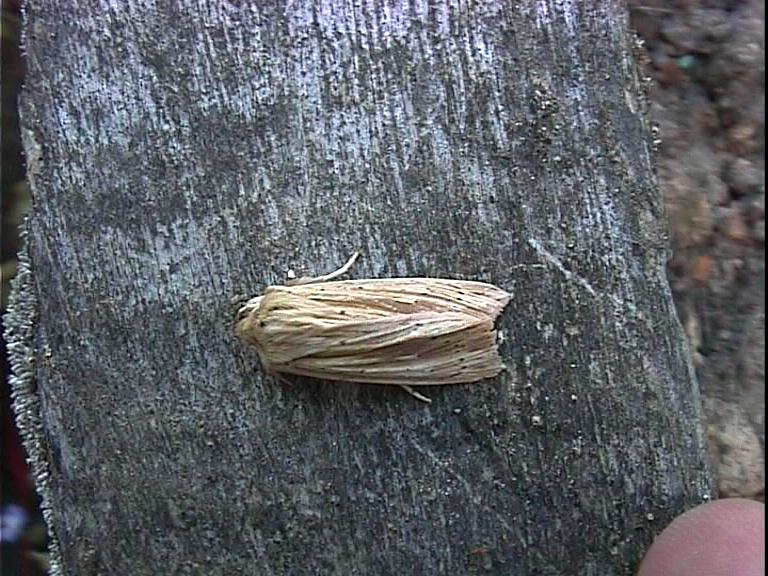